# Bob Carr
Robert John Carr  (nascido em 28 de setembro de 1947) é um político australiano aposentado que serviu como primeiro-ministro do estado de Nova Gales do Sul entre 1995 e 2005, como líder do Partido Trabalhista. Mais tarde, ele ingressou na política federal como senador de Nova Gales do Sul e atuou como Ministro de Relações Exteriores de 2012 a 2013.